# Frank Daubner
Frank Daubner (* 1971) ist ein deutscher Althistoriker und Hochschullehrer.

## Leben
Frank Daubner studierte von 1991 bis 2002 Geschichte, Klassische Archäologie und Deutsche Philologie an den Universitäten Köln, Thessaloniki und Göttingen, wo er 2002 bei Gustav Adolf Lehmann in Alter Geschichte promoviert wurde. Die Dissertation behandelte den pergamenischen Aristonikosaufstand gegen die Römer und wurde bereits drei Jahre nach der Publikation neu aufgelegt. Das Reisestipendium der Kommission für Alte Geschichte und Epigraphik hatte Daubner von 2003 bis 2004 inne. Anschließend war er zunächst vorwiegend als Archäologe tätig: 2004 bis 2007 wirkte er als Wissenschaftler und Wissenschaftlicher Projektleiter beim Bau der Nord-Süd-Stadtbahn Köln mit. Im Wintersemester 2007/2008 vertrat er die Assistenz am Institut für Klassische Archäologie der Freien Universität Berlin.
Im Anschluss wandte sich Daubner wieder der Alten Geschichte zu. Von 2008 bis 2015 war er Assistent von Peter Scholz und Akademischer Rat an der Abteilung für Alte Geschichte der Universität Stuttgart. Im Wintersemester 2013/2014 und im Sommersemester 2014 war er Fellow am Kulturwissenschaftlichen Kolleg Konstanz. Mit einem Forschungsstipendium der Deutschen Forschungsgemeinschaft forschte Daubner im Wintersemester 2014/2015 am Deutschen Archäologischen Institut Athen. Nach der Habilitation im Fach Alte Geschichte an der Universität Stuttgart im Juli 2015 vertrat er vom Oktober 2015 bis zum März 2017 eine Hochschuldozentur für politische Kulturen der Antike an der Universität Konstanz. Die Habilitationsschrift über die Geschichte Makedoniens in den Jahrzehnten nach der römischen Eroberung wurde 2018 publiziert. Seit April 2017 ist Daubner W2-Professor für Alte Geschichte an der Universität Trier.
Daubner hat sich auf die Geschichte des Hellenismus, Nordgriechenlands und der römischen Expansion im östlichen Mittelmeerraum spezialisiert.

## Veröffentlichungen (Auswahl)
Monographien
- Bellum Asiaticum. Der Krieg der Römer gegen Aristonikos von Pergamon und die Einrichtung der Provinz Asia (= Quellen und Forschungen zur antiken Welt. Band 41). tuduv, München 2003, ISBN 3-88073-592-1 (zugleich Dissertation, Universität Göttingen 2002).
  - 2., überarbeitete Auflage, Utz, München 2006, ISBN 3-8316-0625-0.
- Makedonien nach den Königen (168 v. Chr. – 14 n. Chr.) (= Historia Einzelschriften. Band 251). Steiner, Stuttgart 2018, ISBN 978-3-515-12038-8.

Sammelbände
- (Hrsg.): Militärsiedlungen und Territorialherrschaft in der Antike (= Topoi. Band 3). de Gruyter, Berlin u. a. 2011, ISBN 978-3-11-022283-8.
- Bürger-Ethos, politisches Engagement und die Bewahrung des Status Quo. Plutarch, Politische Ratschläge. Eingeleitet, übersetzt und mit interpretierenden Essays versehen von Frank Daubner, Vera Hofmann, Gustav Adolf Lehmann und Tobias Thum. Herausgegeben von Gustav Adolf Lehmann (= SAPERE. Band 35). Mohr Siebeck, Tübingen 2020, ISBN 978-3-16-159100-6 (Digitalisat).
- mit Patrick Reinard (Hrsg.): Spätantike Münzen und Papyri. Zeugnisse aus den Sammlungen der Universität Trier. Computus, Gutenberg 2023, ISBN 978-3-940598-57-8.